# Dolique
Taxons concernés
- Famille : Fabaceae
  - Lablab purpureus
  - Vigna unguiculatamodifier

Les doliques sont des légumineuses cultivées pour l'alimentation dont il existe plusieurs espèces réparties dans des genres distincts. Le mot « dolique » vient du grec dolikhos qui signifie « allongé ». Les doliques étaient cultivés en Europe pendant tout le Moyen Âge, avant d'être supplantés par les haricots d'Amérique au milieu du XVIe siècle.

## Noms français et noms scientifiques correspondants
Liste alphabétique de noms vulgaires ou de noms vernaculaires attestés en français.
- Dolique - Vigna unguiculata ou Lablab purpureus[3] ;
- Dolique asperge – Vigna unguiculata subsp. sesquipedalis ;
- Dolique à œil noir – Vigna unguiculata subsp. unguiculata[3] ;
- Dolique de Chine – Vigna unguiculata subsp. unguiculata[3] ;
- Dolique à vache – Vigna unguiculata subsp. unguiculata[3] ;
- Dolique d'Égypte – Lablab purpureus[3] ;
- Dolique du Soudan – Lablab purpureus[3] ;
- Dolique mongette – Vigna unguiculata subsp. unguiculata